# Matomo
Matomo è un comune rurale del Mali facente parte del circondario di Macina, nella regione di Ségou.
Il comune è composto da 15 nuclei abitati:
- Digama
- Gninè
- Hamady-Aly-Wéré
- Kermetogo
- Konota
- Kotoumou
- Koui
- Koulétina
- Matomo-Bambara
- Matomo-Marka
- Ouana
- Ouéla
- Soumana
- Toye
- Troh